# 相沢巌夫
相沢 巌夫（あいざわ いわお、1906年8月29日 - 1945年10月2日）は、日本の陸上競技（短距離走）選手。陸軍司政官。

## 経歴
石川県金沢市生まれ。金沢の第四高等学校に入学。四高在学中の1925年1月13日、神宮競技大会の100m走で10秒8を出し、当時の日本記録に並んだ。
京都帝国大学法学部に進む。1927年10月9日、近畿選手権の100m走で10秒7を記録し、日本記録を更新。日本陸上競技選手権大会では1927年に200m走で日本記録（21秒9）に並び優勝。
1928年5月中旬の日本陸上競技選手権大会では200mで21秒6の日本記録を更新し2連覇、100mでも優勝した。5月下旬に開催された第1回日本学生陸上競技対校選手権大会（インカレ）で100m、200m、4x400mリレーで優勝した。1928年アムステルダムオリンピックに男子100m・200m・400mリレーで出場したが予選落ちした。また、オリンピック後に早稲田大学競走部と合流してパリで開催された第2回国際学生大会 (1928 Summer Student World Championships) （ユニバーシアードの前身）に参加、これが日本初の国際学生陸上出場となった。
1931年に京都帝国大学を卒業し、阪神急行電鉄（現・阪急電鉄、企業としては阪急阪神ホールディングス）に就職。のちに指揮者として知られる朝比奈隆は同期卒業で、在学中にも面識があったものの、ともに阪急電鉄に就職したことから親しい友人となった。翌1932年、相沢と朝比奈はともに百貨店部（阪急百貨店）に配属された。相沢と朝比奈は家賃節約のためしばらく同居生活を送っており、1933年に朝比奈が勤めを辞めて京都帝国大学に学士入学したあとも、相沢が結婚するまで同居していた。
第二次世界大戦中、陸軍司政官としてルソン島に赴く。終戦後の1945年10月、ルソン島ニュー・ビリビッド米軍病院でマラリアのため死去。

## 伝記
- 京都大学陸上競技部蒼穹会・第四高等学校あかしや会・相沢洸一編『相沢巌夫追悼録』（1973年）